# The First Four Years
The First Four Years. es un álbum recopilatorio de la banda de hardcore punk estadounidense Black Flag, publicado en 1983 a través de SST Records. La recopilación consiste en el material lanzado por la banda antes de que el vocalista Henry Rollins se uniera a la banda en 1981. Esencialmente recoge los EP's de Nervous Breakdown (1978), Jealous Again (1980), Six Pack (1981), y el Sencillo de "Louie Louie", también incluye dos versiones de un álbum recopilatorio de varios artistas.
Tracks 1-4 de Nervous Breakdown, tracks 5-9 de Jealous Again, tracks 11-13 de Six Pack, y tracks 15-16 del sencillo de "Louie Louie". Los tracks 10 y 14 fueron originalmente lanzados por la discográfica New Alliance Records en los álbumes recopilatorios de varios artistas que se titularon Cracks in the Sidewalk (1980) y Chunks (1981).

## Canciones
Todas las canciones escritas y compuestas por Greg Ginn, excepto donde lo indica. 
| N.º | Título                                                                                             | Duración |  |
| 1.  | «Nervous Breakdown»                                                                                | 2:08     |  |
| 2.  | «Fix Me»                                                                                           | 0:57     |  |
| 3.  | «I've Had It»                                                                                      | 1:26     |  |
| 4.  | «Wasted» (Keith Morris, Ginn)                                                                      | 0:51     |  |
| 5.  | «Jealous Again»                                                                                    | 1:52     |  |
| 6.  | «Revenge»                                                                                          | 0:58     |  |
| 7.  | «White Minority»                                                                                   | 1:03     |  |
| 8.  | «No Values»                                                                                        | 1:04     |  |
| 9.  | «You Bet We've Got Something Personal Against You!» (Chuck Dukowski, Ginn)                         | 0:52     |  |
| 10. | «Clocked In»                                                                                       | 1:30     |  |
| 11. | «Six Pack»                                                                                         | 2:19     |  |
| 12. | «I've Heard It Before» (Dukowski, Ginn)                                                            | 1:38     |  |
| 13. | «American Waste» (Dukowski)                                                                        | 1:32     |  |
| 14. | «Machine» (Dukowski, Dez Cadena)                                                                   | 1:25     |  |
| 15. | «Louie Louie» (escrita e originalmente interpretada por Richard Berry; letra adicional por Cadena) | 1:18     |  |
| 16. | «Damaged I» (Ginn, Cadena)                                                                         | 4:05     |  |

## Créditos
- Keith Morris - Voz en tracks 1-4
- Chavo Pederast - Voz en tracks 5-8
- Dez Cadena - Voz en tracks 10-16; guitarra en 11-14
- Greg Ginn - Guitarra
- Chuck Dukowski - Bajo, voz en track 9
- Brian Migdol - batería en tracks 1-4
- Robo - batería en los tracks restantes

Productores
- Spot; Geza X, Black Flag - productores
- Raymond Pettibon - arte